# أرينايلاس دي رايوبإيسويرغا
بلدية أرينايلاس دي رايوبأيسويرغا (بالإسبانية: Arenillas de Riopisuerga)‏، هي إحدى بلديات مقاطعة برغش، التي تقع في منطقة قشتالة وليون، والتي تقع في شمال غرب إسبانيا. يبلغ عدد سكانها 230 نسمة وفقاً لإحصائية سنة (2002).